# Билбия, Ненад
Ненад Билбийа (словен. Nenad Bilbija; род. 6 февраля 1984, Целье) — словенский гандболист, выступающий за немецкий клуб «Лёне/Обернбек» и сборную Словении.

## Карьера

### Клубная
Воспитанник гандбольного клуба «Целе», за его состав выступал с 2003 года. В 2005 году перешёл в испанский клуб «Кангас». Через год перешёл в клуб «Бидасоа» Ирун, с 2007 по 2011 годы выступал за «Вальядолид». С 2011 года представляет немецкий «Минден». В 2018 году перешёл в немецкий клуб Handball Hannover-Burgwedel

### В сборной
Провёл 49 матчей и забил 108 голов.

## Интересные факты
- Ненад Билбия страдает частичным дальтонизмом, не различая красный и зелёный цвета.

## Статистика
| Сезон        | Клуб   | Лига         | Матчи | Голы | 7-метр | Голы |
| ------------ | ------ | ------------ | ----- | ---- | ------ | ---- |
| 2012/13      | Минден | 2 Бундеслига | 27    | 144  | 0      | 144  |
| 2013/14      | Минден | Бундеслига   | 33    | 150  | 0      | 150  |
| 2014/15      | Минден | Бундеслига   | 8     | 16   | 0      | 16   |
| 2015/16      | Минден | 2 Бундеслига | 27    | 69   | 0      | 69   |
| 2017/18      | Минден | Бундеслига   | 21    | 43   | 0      | 43   |
| 2012—по н.в. | Итого  | Бундеслига   | 62    | 209  | 0      | 209  |